# 出村龍聖
出村 龍聖（でむら りゅうせい、1926年 - 1989年）は、八大龍王神八江聖団の創始者、教祖・元海軍軍人。本名は出村 勝雄。北海道檜山郡江差町出身。

## 年譜
漁業を営む父母の元に長子として出生。幼少の砌より信仰心が殊の外厚く、地元の賢光稲荷や福幸稲荷の社の掃除を地元の高等小学校の登校前に率先して行い日課にしたという。10歳の時に霊夢をみて、以来霊感による予言を始める。その後、横須賀市の海軍航空技術廠付属工業学校を卒業し、海軍工作科予備補習生を経て、第1海兵団に入団。1943年千歳海軍航空隊に配属され、北千島や横須賀第1海兵団などに転属。空母「信濃」に従事し、戦闘機設計にも携わった。終戦後、復員し、混乱した世相の中、滝修行や断食など生命を賭した荒修行を重ね、その荒修行の中で、八大龍王神が龍聖の体に降臨したという。以来、国内情勢・国際情勢から個人の未来に至るまで予言したといい、除霊や病気平癒祈願に勤しんだという。1980年、永年の荒行や布教により失明するが、それ以降も昇神する1989年まで信者救済の行を続け、多くの奇跡を示したという。

## エピソード
- 両親が婚姻する直前、龍聖の母は2つの夢を見、白馬に跨った赤い狩衣を纏った若い神主が子宝を授けるものと、大きな太陽が口から腹中に入るものであり、まもなく龍聖が出生したという。
- 戦争中、7度命の危機に晒されるも、仏神への祈願により救われたという。

## 家族
子に出村龍日がいる。